# Wizards of Ooze
De Wizards of Ooze was een Belgische band in de jaren 90.
De band, met Antwerpen als thuishaven, werd begin jaren 90 opgericht door Peter Revalk en Wim Tops. Hun naam was toen nog Vibes Ahead Alliance. In 1992 brachten ze hun eerste cd uit, "The Bone", wat een klein succesje werd. Het gevolg was een uitbreiding van de band met extra bezetting. Om auteursrechtelijke redenen veranderde de band in 1993 haar naam in het uiteindelijke "Wizards of Ooze", een samentrekking van Wizard of Oz en het Engelse woord "ooze" wat 'slijm' of 'modder' betekent, maar in populair taalgebruik ook wel gebruikt wordt om de gemoedstoestand aan te duiden waarin men verkeert als men ontspannen op de bank hangt.
Een aantal cd's en tournees volgden vanaf 1993. Doordat de laatste cd van de band echter nog steeds niet het succes had waar de band op gehoopt had, besloot de band in december 2000 om de handdoek in de ring te gooien. Wel maakten ze de geplande optredens in 2001 nog af. Het laatste optreden gaven ze op 6 mei 2001 in Antwerpen.

## Stijl
De muziek van de Wizards is te plaatsen in de hoek van de jazz-funk-fusion-hoek. Volgens sommigen is de muziek nog het best te vergelijken met de muziek van Jamiroquai en vooral Frank Zappa. "Jazzdance, soul, easy tune, funk en zelfs vleugjes triphop en metal - het is allemaal terug te vinden. Als er een eenduidige stempel op deze cd gedrukt zou moeten worden, dan maar funky", zegt recensent Verkade over de cd "Bambee!" De muziek is niet voor iedere luisteraar even toegankelijk, en door de afwisselende stijlen van de band ook als simpel achtergrondgeluid niet erg geschikt.
Zowel de teksten van de nummers als de hoesjes van de cd's worden door menigeen als "nogal melig" versleten.

## Bezetting
De huidige bezetting is 
- Wim Tops : Fender Rhodes, clavinet, Moog, vocals
- Peter Revalk : Hammond, guitar, Wurlitzer, synths, vocals
- Hugo Boogaerts : saxofoon, flutes
- Luk Van Tilborgh : trompet, trombone, vibes
- Bruno Meeus : drums , percussion
- Luk Michiels : bas

De vorige bezettingen (<2001) van de band is niet helemaal duidelijk, maar bestond met name uit:
- Wim Tops : Fender Rhodes, clavinet, Moog, zang
- Peter Revalk : Hammond, guitar, Wurlitzer, synths, zang
- Hugo Boogaerts : saxofoon, fluit
- Bruno Meeus : drums
- Luk Michiels : bas
- Luk Van Tilborgh : trompet, trombone, vibes (slechts als gastartiest vermeld op "Zambeezy"; later werd Luk Van Tilborgh vervangen door Carlo Mertens, op "Almost ... Bikini")

## Trivia
In 1997 werd het nummer "Big Mama" in Nederland gebruikt voor uitgebreide analyse tijdens het Centraal Examen Muziek voor leerlingen van 6 vwo.

## Discografie
Als "Vibes Ahead Alliance"
- The Bone (1992)
- Psychovibes (1993)

Als "The Wizards of Ooze"
- Big mama (1993)
- Gravitude (1994)
- The Dipster (1994)
- Fuzzball (1994)
- Bambee! (1996)
- Zambeezy (1997) (uitgegeven voor de Duitse markt, met nummers van The Dipster en Bambee!)
- Big red balloon (1998)
- Almost ... Bikini (1999)
- The Unheard Tales of... Helga Schröder (2017)